# Formula chiusa
In logica matematica, una formula chiusa (nota anche come proposizione, o formula booleana) è una formula ben formata senza variabili libere.
La valutazione di una formula chiusa sotto una certa semantica assume sempre un valore booleano (vero o falso). La restrizione dell'assenza di variabili libere è necessaria per essere sicuri che le proposizioni abbiano un valore di verità ben determinato. Infatti, dato che le variabili libere possono, in generale, assumere diversi valori, il valore di verità di una generica formula può cambiare.
Se una formula chiusa non possiede connettivi logici o quantificatori, viene detta "proposizione atomica", in analogia con la più generica formula atomica, di cui è un caso particolare. Le proposizioni vengono quindi costruite a partire da formule atomiche applicando connettivi e quantificatori.
In insieme di formule chiuse è detto teoria, quindi, gli specifici enunciati possono essere chiamati teoremi. Per valutare la verità (o falsità) di una proposizione, si deve considerare una specifica interpretazione della teoria. Per le teorie del primo ordine, le interpretazioni sono comunemente chiamate strutture. Data una struttura o interpretazione, una proposizione avrà un valore di verità fisso. Una teoria è soddisfacibile quando è possibile presentare un'interpretazione in cui tutte le sue proposizioni sono vere. Esistono algoritmi capaci di scoprire automaticamente interpretazioni di teorie che rendono vere tutte le frasi.

## Esempio
La seguente formula del primo ordine:
{\displaystyle \forall y\exists x(x^{2}=y)}
è una proposizione. La formula è vera se valutata nell'insieme dei numeri reali positivi ℝ+, falsa nell'insieme dei numeri reali ℝ, e vera nell'insieme dei numeri complessi ℂ.
D'altro canto, la formula
{\displaystyle \exists x(x^{2}=y)}
non è una proposizione, a causa della presenza della variabile libera {\displaystyle y}. Nell'insieme dei numeri reali, la formula è vera se si assume (arbitrariamente) che {\displaystyle y=2}, ma è falsa se si considera {\displaystyle y=-2}.